# 위블로

## 개요

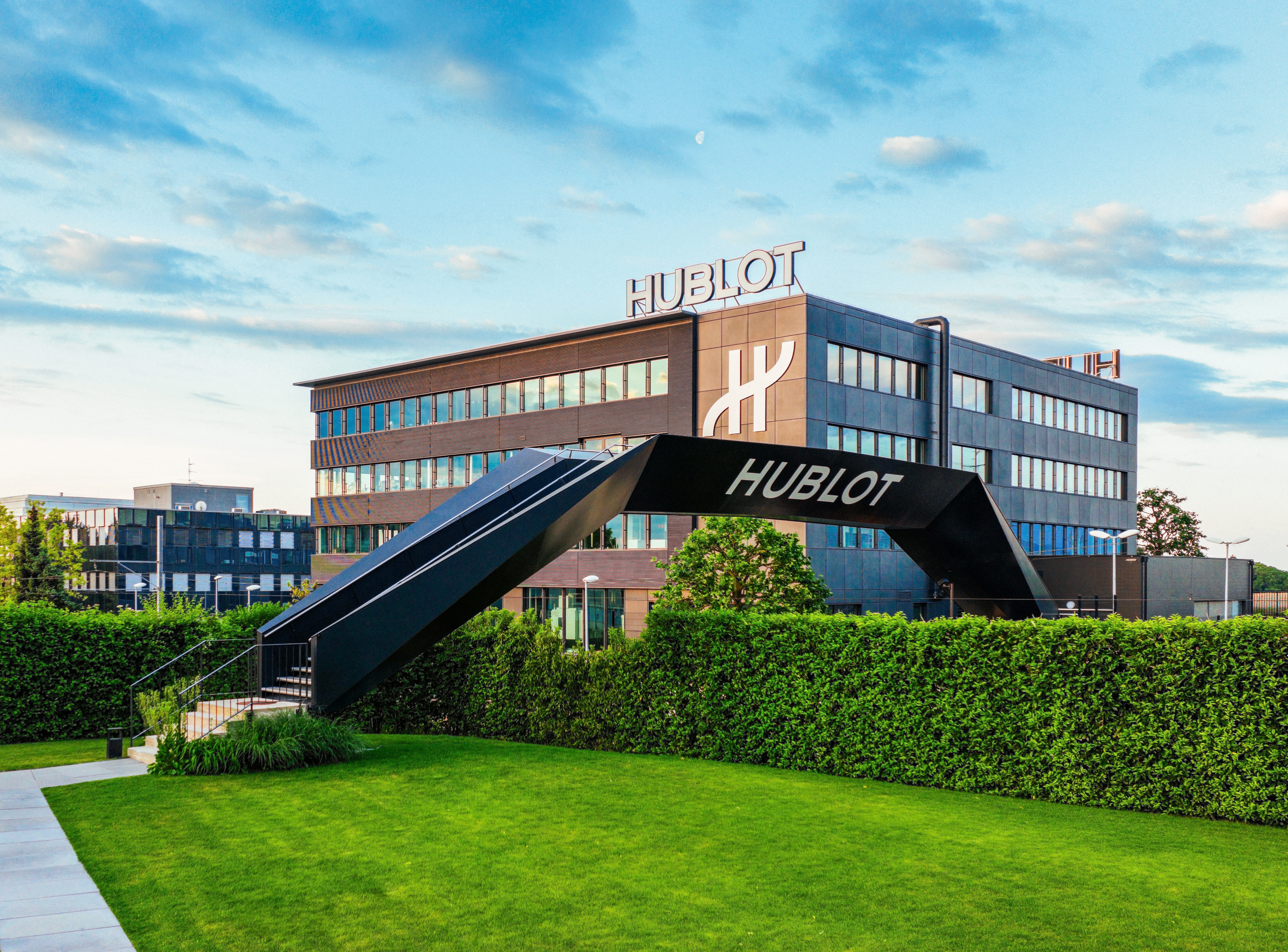
위블로 매뉴팩처

1980년에 창립한 LVMH 산하의 스위스 하이엔드 명품 워치 브랜드.
HUBLOT는 프랑스어로 배의 ‘현창(창문틀)’을 의미하며, ‘위블로’라고 발음한다. 이는 위블로 워치 디자인에도 반영되어 상징적인 디자인 요소이다.
위블로는 워치메이킹 역사상 최초로 골드 케이스와 러버 스트랩을 과감하게 조합한 브랜드이다.
위블로는 “아트 오브 퓨전(Art of Fusion)”이라는 명확한 아이덴티티를 지니고 있으며, 전통적이고 모던하며 혁신적인 소재의 결합, 워치메이킹 장인 정신과 혁신적인 디자인 아이덴티티에 담긴 힘의 결합을 의미한다.
LVMH 그룹에 소속하고 있다.

## 역사

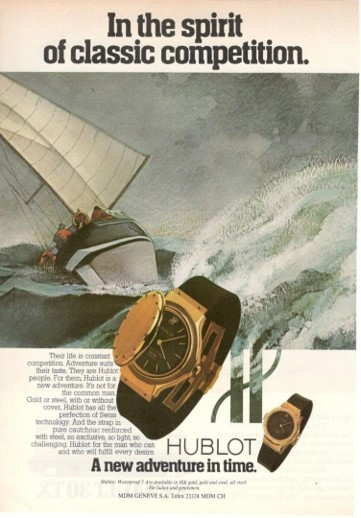
위블로의 역사

한 이정표에서 또 다른 이정표로, 위블로는 지난 45년동안 눈부신 성장을 이뤄왔다.
빅뱅의 탄생과 함께 위블로는 한계를 끊임없이 넘어서며, 워치 메이킹의 새로운 가능성을 제시하는 매뉴팩처로 자리 잡았다. 세계 최초의 혁신적인 기술과 대담한 디자인을 통해 전통적인 틀을 깨고, 소재 연구부터 하이 컴플리케이션에 이르기까지 빅뱅이 남긴 영향력은 업계를 넘어 널리 퍼져 있다.
원형의 베젤에 스크류가 6개씩 박혀있는 독특한 디자인을 기본으로, 위블로는 예상치 못한 인하우스 창작물을 선보이는 소재의 연금술사라고 불린다. 18K 킹 골드, 세라믹, 카본파이버, 텅스텐, 지르코늄, 러버, 사파이어, 삭셈 등 신소재들을 적극 활용하여 워치를 제조한다. 골드와 러버를 함께 사용한 첫 워치 브랜드이며, 러버는 이전까지 저렴한 워치에서나 사용된다는 인식을 완전히 뒤집으며 스트랩에 적극적으로 사용하였으며 이를 주목한 다른 브랜드들도 러버를 적극 활용하게 된다.

## 평가
위블로는 많은 사람들에게 워치 브랜드의 헤리티지(역사적 가치)를 따지는 것은 부질없다는 것을 증명한 브랜드이다. 역사가 길지 않지만, 기술력을 표방하는 브랜드 위블로가 눈에 띄는 마케팅 과 정통성 있는 워치메이킹 기술력, 독보적인 디자인으로 아트 오브 퓨전이라는 컨셉하에 하이엔드급 워치 브랜드로 급부상 하였다. 신소재와 독창적인 디자인은 많은 사람들에게 폭발적인 사랑을 받는 사업적으로 가장 훌륭한 사례다.
디자인면에서 가장 대표 라인업인 빅뱅은 2005년 장클로드 비버에 의해 출시되었고,제네바 워치 컨벤션에서 베스트 디자인 상을 수상하며 혁신적인 시계로 각광을 받았다. 이어 2008년 바젤월드클래식 퓨전, 2014년 바젤월드 스피릿 오브 빅뱅 ,2022년 Watchs & Wonders에서는 스퀘어뱅 모델을 연이어 출시하였다.
위블로 매뉴팩처가 더욱 특별한 것은 세나드 하사노비치(Senard Hasanoivc)가 이끄는 야금술 부서에서 여러 개의 용광로를 갖추고 다양한 신소재 개발에 전력을 다하고 있다는 점 때문이다. 2012년에는 금과 세라믹을 결합하여 스크래치가 생기지 않는 매직골드를 개발 했으며, 이는 오직 위블로 워치에서만 볼 수 있는 혁신적인 골드 소재이다. 이 외에도 위블로를 대표하는 로즈골드빛의 킹 골드, 탄소 섬유와 알루미늄 코팅을 더한 텍사리움 등 다양한 위블로 고유의 신소재들이 계속해서 창조되고 있다.
현재 새로운 소재와 기술 혁신에 몰두한 결과 다양한 방면에서 하이엔드급 퀄리티를 보여주고 있다. 자사무브 장착 상위모델(UNICO,UNICO2,MECA-10,TOURBILLON AUTOMATIC 등.) 같은 경우 뛰어난 마감과 아름다운 무브먼트를 탑재하고 있으며 티타늄,킹골드 소재 뿐만이 아니라 사파이어,매직골드,세라믹등 위블로의 핵심 소재로 전개되고 있다.이에 따라 많은 매니아층이 형성 되었으며 위블로만의 소재의 가공력에서도 독보적인 기술을 자랑하고 있다.
위블로의 모 그룹인 LVMH는 그룹내의 워치주얼리 라인의 시장성을 중요하게 보고 현재 많은 투자와 개발에 힘쓰고 있다.
럭셔리한 이미지와 젊고 역동적인 이미지 등을 원하는 소비자들에게는 꽤 매력적인 브랜드임에는 틀림이 없다. 위블로는 특히 30대, 40대 남자 직장인에게 인기가 높은데 단순히 시간을 알려주는 것을 넘어서 남성들의 개성과 패션 센스를 위한 중요한 아이템으로 각인되었다.
위블로는 2010년 장동건, 고소영 부부의 예물 워치로 유명해지면서 더욱 각인이 되었다.

## 국내 매장
갤러리아 EAST | 02-540-1356
롯데 에비뉴엘 월드타워점 | 02-3213-2277
신세계 강남점 | 02-3479-6191
현대 판교점 | 031-5170-1168
롯데 에비뉴엘 본점 | 02-2118-6208
신세계 본점 | 02-310-5336
현대 본점 | 02-3438-6031
현대 무역센터점 | 02-3467-8733
더 현대 서울점 | 02-3277-0185
롯데 인천점 | 032-242-2691
신세계 대전점 | 042-607-8134
신세계 대구점 | 053-661-1808
더 현대 대구점 | 053-245-2221
신세계 센텀점 | 051-745-1346
롯데 부산점 | 051-810-4123

## 컬렉션
위블로의 컬렉션 전반에는 퓨전의 개념이 깊이 스며들어 있습니다. 빅뱅 타임피스는 시간을 재해석하며 기존의 틀을 깨고, 클래식 퓨전은 대담함과 절제미를 조화롭게 담아내며, 익셉셔널 타임피스는 기대를 뛰어넘는 전에 없던 특별한 오브제로 탄생합니다. 위블로의 DNA 는 유니코, 메카 텐, 투르비용 인하우스 무브먼트에 담겨 있으며, 이는 아트 오브 퓨전에 또 다른 의미를 더합니다. 위블로는 더 이상 기존의 방식이나 정형화된 규칙에 얽매이지 않으며, 모든 것이 새로운 해석과 도전을 통해 변화할 수 있다는 철학을 바탕으로 끊임없는 혁신을 이어가고 있습니다.

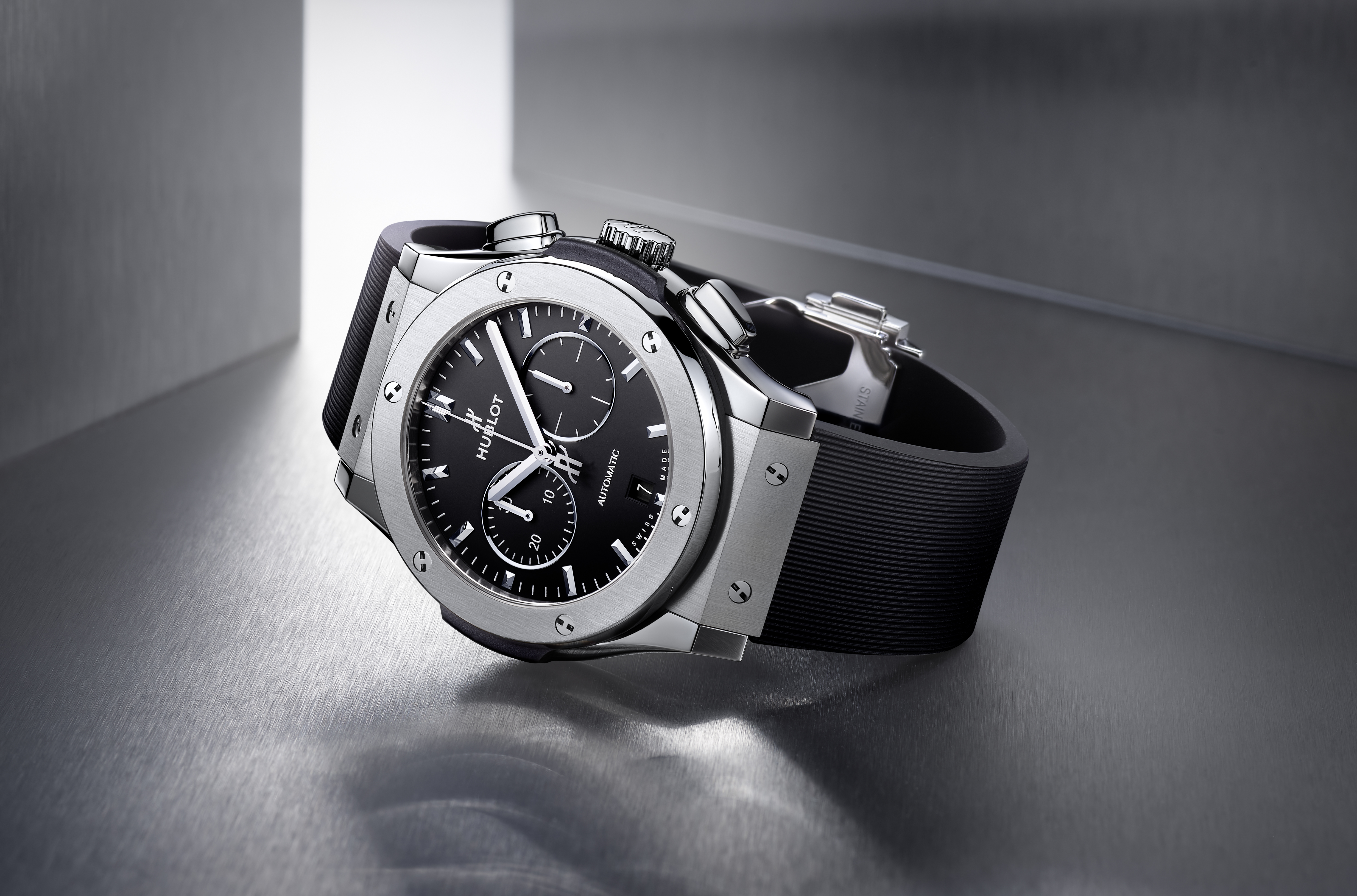
클래식 퓨전

클래식퓨전(Classic Fusion) - 가장 접근하기 쉬운 엔트렌스 라인업으로 사이즈가 다양하며, 쿼츠 무브먼트를 탑재한 모델부터 자사 크로노그래프, 문페이즈, 퍼페추얼 캘린더 모델까지 다양한 기술이 적용되어 있다.

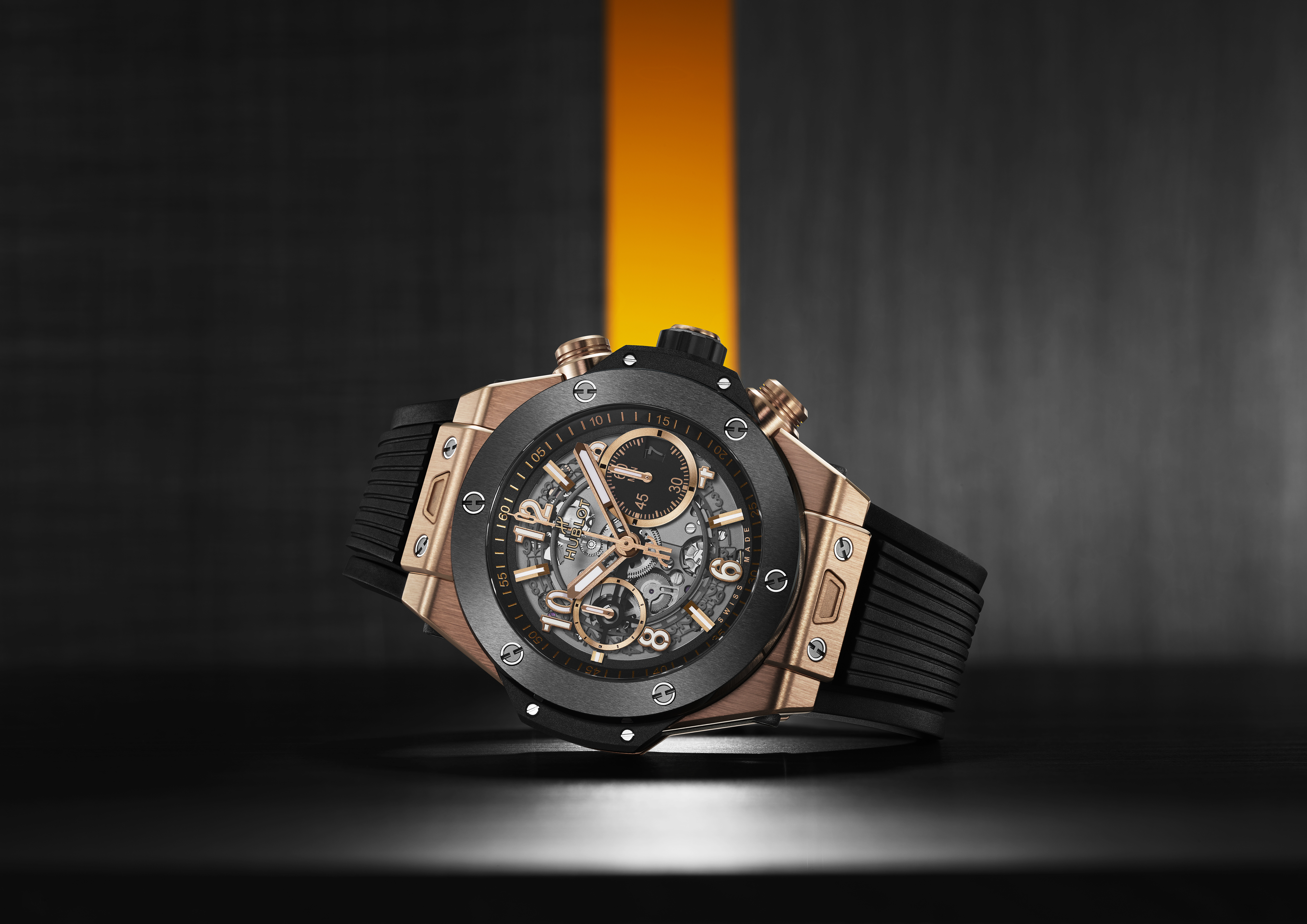
빅뱅 유니코

빅뱅(Big Bang) - 이 회사의 주력 라인업으로, 대담한 미학과 창의적이고 유쾌한 기계적 요소사이에서 항상 균형을 유지하며, 빅뱅은 끊임없이 확장하고 진화하고 있다. 사이즈는 33mm, 39mm, 41mm, 42mm, 43mm, 44mm 등으로 출시되어 다양한 선택이 가능하다. 빅뱅의 초기 모델인 오리지널은 독특한 레이어드 구조의 케이스로 재해석 되었으며, 핀치 러그와 톱니 형태의 베젤 엣지를 가지고 있다. 또한, 카본 파이버를 연상시키는 양각 패턴이 새겨진 다이얼에는 아이코닉한 리벳 아라비아숫자와 인덱스가 자리하고 있다. 유니코 빅뱅의 경우 자사 무브먼트를 탑재하여 위블로의 기술력을 보여주며, 아이코닉한 디자인, 층층이 쌓아 올린 케이스 구조가 특징이다. 장동건 -고소영 부부가 예물로 구매하여 유명해졌으며, 현재는 골프영웅 박세리 감독과 축구스타 킬리안 음바페의 사랑을 받는 워치이다.

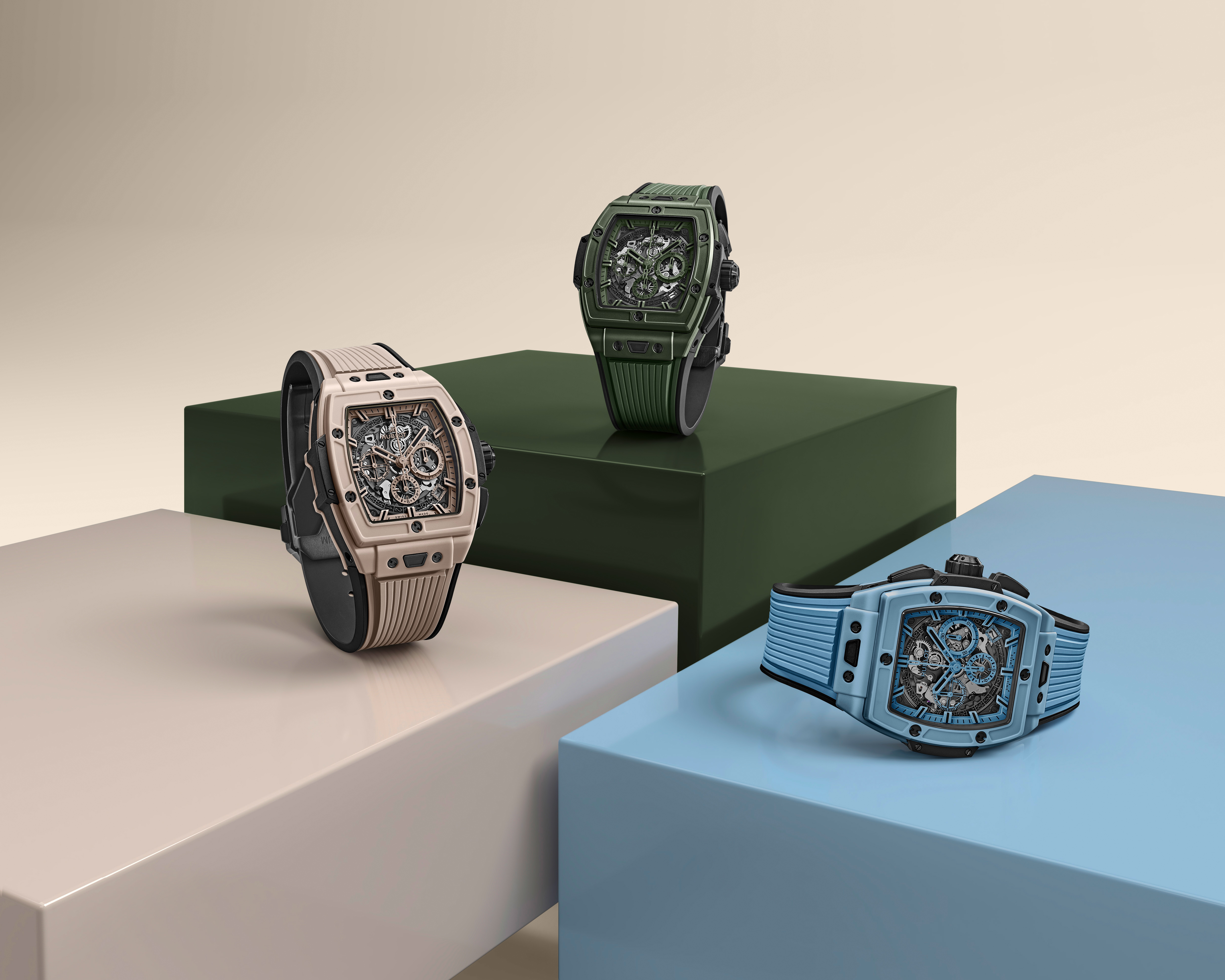
스피릿 오브 빅뱅

스피릿 오브 빅뱅(Sprit of Big Bang) - 2014 바젤월드에서 선보인 스피릿 오브 빅뱅은 토너 형태의 쉐입으로 고급스러운 남성미와 편안한 착용감으로 빅뱅 라인에서도 베스트 모델로 손꼽힌다. 42mm, 45mm 두 가지 사이즈로 출시 되었으며, 42mm모델의 선호도가 높다. 파워리저브 10일인 Spirit of Big Bang MECA-10 모델도 출시되어 다양한 소재와 무브먼트를 만나볼 수 있다.

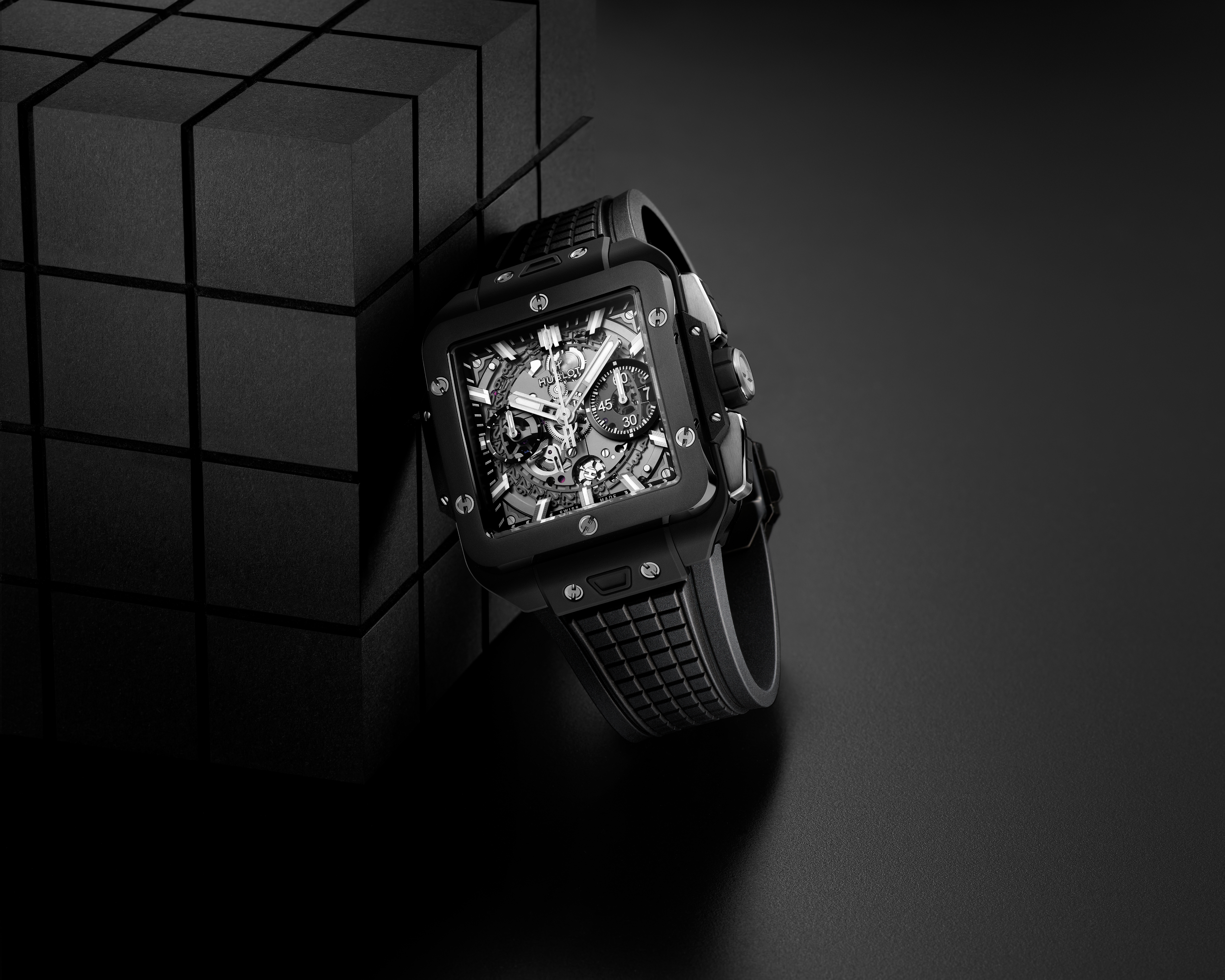
스퀘어 뱅

스퀘어 뱅(Square Bang) - 2022 Watchs & Wonders 에서 선보인 위블로 유니코 자사 무브먼트가 탑재 된 정사각형 모델이다. 42mm 한 가지 사이즈이며, 사파이어, 킹골드, 티타늄, 세라믹 등 다양한 소재로 출시 되어있다.

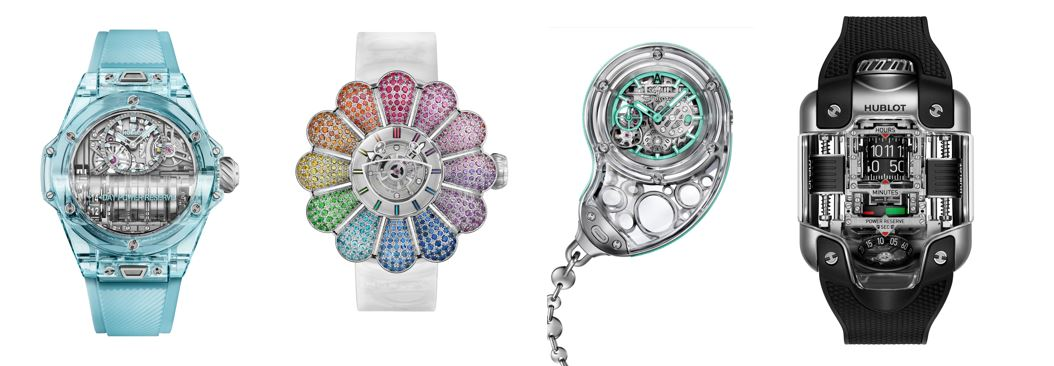
탁월한 타임피스

2025년, 빅뱅 20 주년 – 혁신의 아이콘, 빅뱅을 기념하며
2005 년에 빅뱅은 워치 메이킹의 새로운 시대를 알리며, 그 이름이 지닌 특권에 더욱 가까워진 모습을 보여주었습니다. 빅뱅과 같이 현대 워치 메이킹에 혁신을 가져온 워치는 드물었으며, 출시 20 년이 지난 지금도 미지의 한계를 끊임없이 넘어서고자 하는 매뉴팩처의 정수를 그대로 담고 있습니다. 유니코와 메카 텐을 선두로 한 인하우스 무브먼트와 독점 소재를 통해 빅뱅은 전통적인 워치 메이킹 방식을 탈피하였으며, 대담한 디자인과 뛰어난 다재다능함으로 그 독창성을 입증하고 있습니다.

위블로의 기존 MP(Manufacture Piece)의 새로운 이름으로, 기계와 미학이 서로 교차하는 바로 이 지점에서, 위블로는 클래식 워치 메이킹 컴플리케이션을 대담하게 재해석한 타임피스를 선보인다.

## 무브먼트
위블로 무브먼트의 중심에서 아트 오브 퓨전을 느낄 수 있다. 심플하면서도 현식적인 워치메이킹 컨셉을 바탕으로 위블로만의 “자체 제작” 무브먼트를 개발하며, 독특한 디자인이 돋보이는 유니코 오토매틱 크로노그래프, 독보적인 파워 리저브를 선사하는 메카-10, 뚜르비용, MP-11 칼리버가 탄생했다.
또한 11MP-05 배럴과 50일간의 파워 리저브로 모터 면에서 혁신적인 접근법을 제시하였다.
MECA-10은 컴팩트한 케이스에 최적화된 칼리버로 10일간의 파워 리버브를 제공한다.
위블로 첫번째 인하우스 무브먼트 'UNICO'
2010 년 위블로가 설계한 최초의 무브먼트이자 기술적 및 미학적 선구자로 세상에 등장한 유니코 칼리버는 이미 최첨단 워치 디자인으로 유명했던 위블로에 더욱 높은 명성을 가져다주었습니다. 이는 다이얼 사이드에서 눈으로 완전히 확인이 가능한 컬럼 휠, 플라이백 기능을 갖춘 크로노그래프, 스타일리시한 앤트라사이트 그레이 라인, 독보적인 성능으로 고유한 매력을 자랑합니다. 8 년 후, 위블로 매뉴팩처는 플라이백 기능을 갖춘 차세대 오토매틱 크로노그래프를 출시하며 더욱 심플해진 디자인과 놀라운 정확성을 선보였습니다. 끊임없이 스스로의 한계를 뛰어넘고 익숙하고 편한 영역에서 벗어나 계속해서 창조와 혁신을 추구하는 것, 이는 바로 위블로 설립 이래로 계속해서 힘을 불어넣는 원동력입니다. 기술 개발과 소재 연구에 필수적인 작업을 재편성한 매뉴팩처를 공개한 지 1 년 후인 2010 년, 위블로 최초의 100% 자체 제작 칼리버를 공개한 것 또한 이와 같은 의도가 담긴 열정을 바탕으로 이루어졌습니다

## 마케팅
이 회사의 마케팅 방법은 혀를 내두를 정도인데 특히 2004년에 과거 블랑팡의 CEO였던 "마케팅의 귀재" '장클로드 비버(Jean-Claude Biver)'를 새로 CEO로 영입한 이후부터 두드러진다. 예를 들어 대중보다는 상류층의 스포츠라 할 수 있는 요트 대회나, 폴로 대회 등을 후원을 해주는 것에서 부터, 포뮬러 원의 스쿠데리아 페라리[1]나 잉글리시 프리미어 리그의 맨체스터 유나이티드[2020/21], 월드컵[3], [2018 FIFA 월드컵 러시아|2018 러시아 월드컵] 등의 공식 타임키퍼로서 후원을 하는 등 주요 스포츠 경이 후원에 적극적이다.
그리하여 21세기 가장 빠르게 성장한 워치 브랜드라는 평가를 받으며 2008년에 프랑스 최대 패션그룹인 LVMH[4]에 인수되었다.
위블로의 공격적인 마케팅 전략이 잘 활용하여 국내외를 막론하고 연예인이나 스포츠 스타들은 전부 위블로만 차고 나오고 잡지마다 위블로의 성공스토리가 언급되었으며, 때문에 전세계적으로 스포츠계의 홍보효과를 톡톡히 누리고 있다. 음바페 등의 대표적인 위블로 엠버서더이다. 국내에서는 박세리,박지성,이대호,이승엽,이보미 등이 위블로의 후원을 받았다.
현재의 위블로 엠버서더들은 위블로를 이렇게 평가했다.
"테니스에서 새로운 역사를 써 내려가겠다는 야심을 지닌 선수로서, 전설적인 킬리앙 음바페와 우사인 볼트처럼 각자의 종목에서 눈부신 활약을 펼친 이들과 함께하는 위블로 패밀리에 합류하게 되어 기쁩니다. 위블로와 함께 앞으로도 수많은 승리의 역사를 써내려가고 싶습니다" - 프로 테니스 선수 '노박 조코비치' -
"저는 혁신과 신기술, 소재의 결합을 추구하는 위블로의 철학에 깊은 감동을 받았습니다. 위블로는 축루를 전폭적으로 지원하며 축구 경기에서 제가 누렸던 최고의 순간들을 함께 합니다. 현역 축구 선수로는 최초로 위블로의 앰버서더로 활동하게 되어 정말 기쁩니다!" - 축구 선수 ' 킬리앙 음바페 ' -
위블로 코리아에서는 박세리 골프 감독과 2025년 미쉐린 3스타로 선정된 밍글스의 강민구 셰프가 프렌즈 오브 브랜드로 활동하고있다.

## 엠버서더
| 이름              | 직업                       | 국적                   | 지역   | 연도     |
| ----------------- | -------------------------- | ---------------------- | ------ | -------- |
| 우사인 볼트       | 육상 선수                  | 프랑스                 | 글로벌 | 2010.05~ |
| 조제 무리뉴       | 축구 선수                  | 포르투갈               | 글로벌 | 2014.02~ |
| 랑랑              | 피아니스트                 | 중국                   | 글로벌 | 2015.01~ |
| 더스틴 존슨       | 골프 선수                  | 미국                   | 글로벌 | 2017.03~ |
| 셰퍼드 페어리     | 그래픽 디자이너            | 미국                   | 글로벌 | 2018.05~ |
| 아다 헤게르베르그 | 축구 선수                  | 노르웨이               | 글로벌 | 2019.09~ |
| 루이스 피구       | 前 축구 선수               | 포르투갈               | 글로벌 | 2021~    |
| 노박 조코비치     | 테니스 선수                | 세르비아               | 글로벌 | 2021.08~ |
| 장이씽            | 가수, 배우                 | 중국                   | 글로벌 | 2021.08~ |
| 키아라 페라그니   | 패션 디자이너, 패션 블로거 | 이탈리아               | 글로벌 | 2021.09~ |
| 안느 소피 픽      | 셰프                       | 프랑스                 | 글로벌 | 2021.11~ |
| 다니엘 아샴       | 아티스트                   | 1787년 12월 23일       | 글로벌 | 2022.03~ |
| 킬리안 음바페     | 축구 선수                  | 프랑스, 카메룬, 알제리 | 글로벌 | 2022.03~ |
| 앨런 로우라       | 요트 선수                  | 스위스                 | 글로벌 | 2022.03~ |
| 다나카 마사히로   | 야구 선수                  | 일본                   | 일본   | 2018.12~ |

## 사이트
- 위블로 공식 웹사이트